# Kit de bière
 (octobre 2020).
Si vous disposez d'ouvrages ou d'articles de référence ou si vous connaissez des sites web de qualité traitant du thème abordé ici, merci de compléter l'article en donnant les références utiles à sa vérifiabilité et en les liant à la section « Notes et références ».

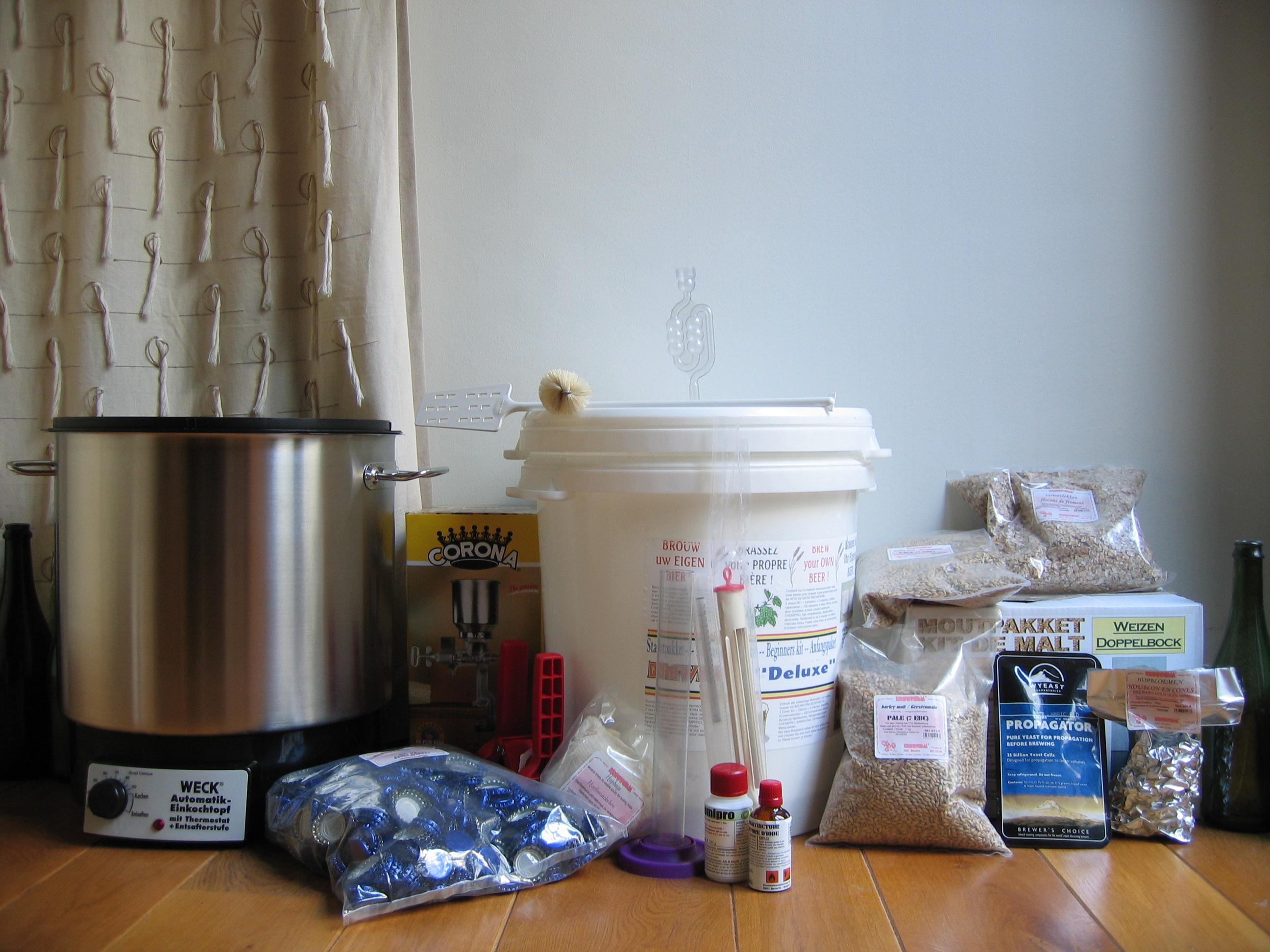
Ensemble d'accessoire composant un kit de brassage.

Un kit de bière désigne un petit ensemble de matériaux brassicoles destiné à la production amateur de bière à domicile (homebrewing en anglais). Il comprend :
- un ensemble de matériel de brassage (fût de fermentation, seau de décantation, barboteur, bouchon, cuillère de brassage, robinet de sous-tirage, transvaseur, désinfectant, thermomètre, entonnoir, écouvillon, capsuleuse de table, adaptateur pour capsules et capsules)
- un ensemble de matières premières (malt, houblon, froment, levure, sucre)